# Animomyia turgida
Animomyia turgida là một loài bướm đêm trong họ Geometridae.